# 1849 au Nouveau-Brunswick
Chronologie du Nouveau-Brunswick
- 1845
- 1846
- 1847
- 1848
- 1849
- 1850
- 1851
- 1852
- 1853

Cette page concerne des événements survenus en 1849 dans la colonie du Nouveau-Brunswick.

## Événements
- Robert Duncan Wilmot succède à William Street au poste du maire de Saint-Jean.
- 25 juillet : ouverture du lazaret de Tracadie.

## Naissances
- 19 janvier : Richard Chapman Weldon, député.
- 1er juillet : Daniel Gillmor, député et sénateur.
- 6 septembre : Onésiphore Turgeon, député et sénateur.
- 30 novembre : Lemuel John Tweedie, premier ministre et lieutenant-gouverneur du Nouveau-Brunswick.